# クロード・レインズ
クロード・レインズ（Claude Rains, 1889年11月10日 - 1967年5月30日）はイギリス出身の俳優。本名はWilliam Claude Rains。

## 生涯
ロンドンのスラム街だったクラパム（Clapham, 現ランベス区）生まれ、近隣キャンバーウェル(Camberwell) 界隈育ち。自らの出自に関しては"テムズ川の辺地" (The wrong side of the river Thames) と口にしていた。父親は俳優のフレデリック・ウィリアム・レインズ。子供の頃、12人兄弟姉妹のなか、3人が栄養失調で亡くなった。10歳でロンドンの舞台『Nell of Old Drury』にエキストラとして出演したことから俳優を志し、俳優の呼び出し係となる。学校を辞め、新聞配達や路上教会聖歌隊に加わり生計費を家に入れていた。1911年にヘイマーケットで端役として初舞台を踏む。
その後、舞台監督として『青い鳥』のオーストラリア巡業に参加、1914年から一年間、メルボルン、シドニーを回り、自身も時折舞台に出演する。帰国後は折からの第一次世界大戦のためイギリス陸軍に従軍、その際、戦闘中に敵の毒ガス攻撃により片目を失明する不幸にあう。
1919年に除隊、シェフィールドの劇団を経てロンドンの舞台に立ち、働きながら王立演劇学校に学び、この頃にジョン・ギールグッドやローレンス・オリヴィエと知遇を得る。1920年にサイレント映画に出演、1926年には当時の妻だった女優のビアトリクス・トムソンを伴いニューヨークに行き、妻が主役で彼が端役として夫妻で舞台出演する。
しかしこのアメリカ巡業で実力が認められ、1928年にブロードウェイに主役として出演。1933年にボリス・カーロフの代役として映画『透明人間』に主役の透明人間役として出演。透明ゆえにレインズの顔はスクリーンには出てこなかったが、映画が大当たりし、これによりレインズの名も一躍有名となる。その後ブロードウェイに一度戻るも、ハリウッドに呼ばれ、1934年に『情熱なき犯罪』に殺人に手を染める辣腕弁護士役で主演、本格的な映画俳優としてのキャリアがスタートする。
1935年にワーナー・ブラザースと長期契約、以来個性の強い演技で、準主役ながらも常に主役をも食ってしまうような存在感で人気を得てきた。1939年に『スミス都へ行く』のラストには改心する汚職議員役でアカデミー助演男優賞にノミネート、1943年に『カサブランカ』で要領のいい粋な警察署長役で二度目のノミネート、1945年の『愛の終幕』、1946年の『汚名』でも同賞にノミネートされたが、一度も受賞には至らなかった。他にも1943年にはリメイク版『オペラの怪人』のタイトル・ロールの怪人役で一時的にユニバーサル・ピクチャーズの映画に出演した。
第二次世界大戦後はジョージ・バーナード・ショー自らが脚色した歴史喜劇『シーザーとクレオパトラ』でクレオパトラ役のヴィヴィアン・リー相手にジュリアス・シーザー役で主演。1947年にフリーとなり、映画出演のかたわらニューヨークの舞台に立ち、1951年には舞台『Darkness at Noon』でトニー賞を受賞した。
変わったところでは、1961年にグレン・グールドの演奏でリヒャルト・シュトラウスの『イノック・アーデン』（アルフレッド・テニスン）を録音している。
その後は1962年の『アラビアのロレンス』、1964年の『偉大な生涯の物語』に映画出演、舞台は1963年の出演を最後に退き、1967年に内臓疾患のために世を去った。生涯で結婚は7回、4人目の妻との間に一女をもうけた。

## 主な出演作品
| 公開年 | 邦題 原題                                                  | 役名                                     | 備考 |
| ------ | ---------------------------------------------------------- | ---------------------------------------- | ---- |
| 1933   | 透明人間 The Invisible Man                                 | 透明人間                                 |      |
| 1934   | 情熱なき犯罪 Crime Without Passion                         | リー・ジェントリー                       |      |
| 1935   | 幻しの合唱 Mystery of Edwin Drood                          | ジョン・ジャスパー                       |      |
| 1936   | 風雲児アドヴァース Anthony Adverse                         | ドン・ルイス                             |      |
| 1937   | 流行の王様 Stolen Holiday                                  | ステファン・オーロフ                     |      |
| 1937   | 放浪の王子 The Prince and the Pauper                       | ハートフォード伯爵                       |      |
| 1938   | 黄金の罠 Gold Is Where You Find It                         | フェリス大佐                             |      |
| 1938   | ロビンフッドの冒険 The Adventures of Robin Hood            | ジョン                                   |      |
| 1938   | 四人の姉妹 Four Daughters                                  | アダム                                   |      |
| 1939   | ゼイ・メイド・ミー・ア・クリミナル They Made Me a Criminal | モンティ・フェラン刑事                   |      |
| 1939   | 革命児ファレス Juarez                                      | ナポレオン3世                            |      |
| 1939   | スミス都へ行く Mr. Smith Goes to Washington                | ペイン上院議員                           |      |
| 1940   | シー・ホーク The Sea Hawk                                  | ドン・ジョセ・アルバレス・デ・コルドバ   |      |
| 1941   | 幽霊紐育を歩く Here Comes Mr. Jordan                       | ジョーダン氏                             |      |
| 1941   | 狼男 The Wolf Man                                          | サー・ジョン・タルボット                 |      |
| 1941   | 嵐の青春 Kings Row                                         | アレクサンダー・タワー                   |      |
| 1942   | 夜霧の港 Moontide                                          | Nutsy                                    |      |
| 1942   | 情熱の航路 Now, Voyager                                    | ジャキス                                 |      |
| 1942   | カサブランカ Casablanca                                    | ルノー署長                               |      |
| 1943   | 提督の館 Forever and a Day                                 | アンブローズ                             |      |
| 1943   | オペラの怪人 Phantom of the Opera                          | エリック                                 |      |
| 1944   | 渡洋爆撃隊 Passage to Marseille                            | Capt. Freycinet                          |      |
| 1944   | 愛の終幕 Mr. Skeffington                                   | ジョブ・スケフィントン                   |      |
| 1945   | 休暇異変 Strange Holiday                                   | ジョン・スティーヴンソン                 |      |
| 1945   | 誤解 This Love of Ours                                     | ジョセフ                                 |      |
| 1946   | シーザーとクレオパトラ Caesar and Cleopatra                | ユリウス・カエサル                       |      |
| 1946   | 汚名 Notorious                                             | アレクサンダー・セバスティアン           |      |
| 1946   | 地獄から来た天使/肩の上の天使 Angel on My Shoulder         | ニック                                   |      |
| 1946   | 愛憎の曲 Deception                                         | アレクサンダー・ホレニウス               |      |
| 1948   | 情熱の友 The Passionate Friends                            | ハワード・ジャスティン                   |      |
| 1949   | 欲望の砂漠 Rope of Sand                                    | アーサー                                 |      |
| 1950   | 白銀の嶺 The White Tower                                   | ポール                                   |      |
| 1950   | ゼロへの逃避行 Where Danger Lives                          | ラニントン                               |      |
| 1951   | 小さな英雄の物語 Sealed Cargo                              | スカルダー                               |      |
| 1953   | 汽車を見送る男 The Man Who Watched the Trains Go By        | キーズ・ポピンガ                         |      |
| 1956   | 陰謀のリスボン Lisbon                                      | マヴロス                                 |      |
| 1959   | 太陽の谷 This Earth Is Mine                                | フィリップ・ランボー                     |      |
| 1960   | 失われた世界 The Lost World                                | ジョージ・エドワード・チャレンジャー博士 |      |
| 1961   | 地球最終戦争 Il pianeta degli uomini spenti                | ベンソン教授                             |      |
| 1962   | アラビアのロレンス Lawrence of Arabia                      | ドライデン氏                             |      |
| 1964   | 偉大な生涯の物語 The Greatest Story Ever Told              | ヘロデ大王                               |      |

## 受賞歴
| 賞           | 年     | 部門       | 作品名             | 結果       |
| ------------ | ------ | ---------- | ------------------ | ---------- |
| アカデミー賞 | 1940年 | 助演男優賞 | 『スミス都へ行く』 | ノミネート |
| アカデミー賞 | 1944年 | 助演男優賞 | 『カサブランカ』   | ノミネート |
| アカデミー賞 | 1945年 | 助演男優賞 | 『愛の終幕』       | ノミネート |
| アカデミー賞 | 1947年 | 助演男優賞 | 『汚名』           | ノミネート |

## 参照
1. ↑   International Stars at War